# 伊勢原市立中沢中学校
伊勢原市立中沢中学校（いせはらしりつなかざわちゅうがっこう）は、神奈川県伊勢原市下糟屋にある公立中学校。

## 教育目標
出典
自ら学ぶ力を育む
1. 自ら学習する意欲、自ら考えを判断する力
2. 基礎・基本の確実な定着

共に生きる力を育む
1. 思いやりの心、他者の個性の尊重（人権の尊重）と寛容
2. 社会貢献の精神、自立心と自己責任、一人ひとりの存在感と集団としての連帯感

豊かな心を育む
1. 豊かな個性（はてなをとらえる感性、美しいものに感動する心）
2. コミュニケーション能力（聞く、読む、自己を表現する）
3. 心身の健康

## 進学前小学校
出典
- 伊勢原市立伊勢原小学校
- 伊勢原市立成瀬小学校（一部は伊勢原市立成瀬中学校へ）
- 伊勢原市立大田小学校（一部は伊勢原市立伊勢原中学校へ）
- 伊勢原市立桜台小学校（一部は伊勢原市立伊勢原中学校へ
- 伊勢原市立石田小学校（一部は伊勢原市立成瀬中学校へ）